# Георги Пеев (публицист)
Георги Таков Пеев е български публицист, политик и общественик.

## Биография
Роден е през 1877 г. От 18-годишна възраст започва да се изявява в публицистиката. Сътрудничи на вестниците „Мир“, „Дневник“, „Знаме“, „Изгрев“, редактор и основател е на вестниците „Поглед“ (1907) и „Народно стопанство“ (1904 – 1907).
По време на Балканската война е военен кореспондент в щаба на Седма Рилска дивизия заедно с професорите Йордан Иванов и Анастас Иширков. По това време пише пътните бележки „До Солун и назад“. Той е един от основателите на Дружеството на българските публицисти и писатели, учредено на 20 октомври 1902 г. Няколко поредни години е секретар и подпредседател на дружеството. Дългогодишен член-делегат на Държавни мини „Перник, автор е на законопроекта за автономия на мини „Перник“ и закона за мините. Народен представител е в няколко поредни Народни събрания.
Взема участие в освободителните борби наред с неговия кум Гоце Делчев и шафер Пейо Яворов. С негова помощ се електрифицира Трън, строи се болница, мост между гимназията и сградостроителното училище в Трън, в с. Бусинци – грънчарско училище, а в с. Ярловци – каменоделно.
Архивът му е част от Родов фонд Пееви, който се съхранява във фонд № 349К в Държавен архив – Перник. Той се състои от 224 архивни единици от периода 1495 – 2004 г.